# Сондув (Західнопоморське воєводство)
Сондув (пол. Sądów) — село в Польщі, у гміні Долиці Старгардського повіту Західнопоморського воєводства.
Населення — 693 особи (2011).
У 1975-1998 роках село належало до Щецинського воєводства.

## Демографія
Демографічна структура станом на 31 березня 2011 року:
|          | Загалом | Допрацездатний вік | Працездатний вік | Постпрацездатний вік |
| -------- | ------- | ------------------ | ---------------- | -------------------- |
| Чоловіки | 353     | 83                 | 244              | 26                   |
| Жінки    | 340     | 63                 | 209              | 68                   |
| Разом    | 693     | 146                | 453              | 94                   |